# Sidney Govou
Sidney Govou (Le Puy-en-Velay, 27 juli 1979) is een Frans voormalig profvoetballer. Hij speelde voor het laatst als vleugelspeler bij de Franse voetbalclub Evian Thonon Gaillard FC. Eerder speelde Govou in zijn thuisland elf seizoenen voor Olympique Lyonnais en speelde hij in Griekenland voor Panathinaikos FC. Na zijn profcarrière volgde nog clubs in het amateurvoetbal en in 2017 zette hij ook een punt achter zijn amateurcarrière. Namens Frankrijk scoorde Govou 10 keer in 49 interlands en bereikte onder meer de finale van het WK 2006.

## Biografie
Sidney Govou doorliep de jeugdelftallen van Olympique Lyonnais, en maakte op 5 januari 2000 zijn debuut in het eerste elftal. In Lyon kent hij een zeer succesvolle periode, waarin de club vele prijzen binnen haalt, waaronder vijf maal achter elkaar het landskampioenschap.
Govou was met Frankrijk actief op het WK 2006, als vervanger voor Djibril Cissé die afviel wegens een gebroken scheenbeen. Met Govou in de selectie behaalde Frankrijk de finale van het WK, waarin verloren werd van Italië. Tijdens de eerste kwalificatiewedstrijd voor het EK 2008, scoorde Govou tweemaal tegen de regerend-wereldkampioen Italië waardoor Frankrijk uiteindelijk won met 3-1. Govou scoorde zijn eerste doelpunt toen hij één minuut en 7 seconden in het veld stond. Zijn tweede kwam in de 55e minuut.
Op 3 juli 2010 wordt bekend dat Govou de komende twee seizoenen zijn wedstrijden voor het Griekse Panathinaikos speelt. Op 5 juli 2011 tekende hij bij de voetbalclub Evian Thonon Gaillard FC. Deze Franse voetbalclub is nauw verbonden met Franck Riboud, de hoofddirecteur van de Danone Groep, die enkele miljoenen in de selectie pomte om ervoor te zorgen dat de gepromoveerde Savoyaardse voetbalclub een rol van betekenis kan spelen in de Ligue 1. Hier trefde Govou zijn voormalig teamgenoot en Braziliaans international Claudio Caçapa. Hij speelde in totaal twee seizoenen voor Evian Thonon Gaillard FC waarna de club, mede door blessures, afscheid van hem nam.
Op 15 oktober 2013 tekende hij een amateurcontract bij zijn oude liefde Olympique Lyonnais, hier speelde hij zijn wedstrijden bij de belofte. Vervolgens voegde hij zich op 27 januari 2014 bij de Franse amateurclub Chasselay MDA. Na anderhalf jaar verhuisde hij naar de Verenigde Staten om te tekenen bij FC Miami City. Medio 2015 sloot hij aan bij FC Limonest, met wie hij in 2016 naar de vijfde divisie in het Franse voetbal promoveerde.

## Clubstatistieken
| seizoen    | club               | land        | competitie    | duels | goals |
| ---------- | ------------------ | ----------- | ------------- | ----- | ----- |
| 1999-2010  | Olympique Lyonnais | Frankrijk   | Ligue 1       | 227   | 54    |
| 2010-2011  | Panathinaikos      | Griekenland | Alpha Ethniki | 24    | 3     |
| 2011-2013  | Évian TG           | Frankrijk   | Ligue 1       | 36    | 1     |
| Bijgewerkt | 13 mei 2013        |             |               |       |       |

## Erelijst
- Landskampioen Frankrijk: 2002, 2003, 2004, 2005, 2006, 2007,2008 (Olympique Lyonnais)
- Franse Supercup: 2002, 2003, 2004, 2005, 2006, 2007 (Olympique Lyonnais)
- Coupe de la Ligue: 2001 (Olympique Lyonnais)
- Confederations Cup: 2003 (Frankrijk)
- Verliezend WK-finalist: 2006 (Frankrijk)